# Association Sportive Saint-Raphaël Volley-Ball 2010-2011
Questa voce raccoglie le informazioni riguardanti l'Association Sportive Saint-Raphaël Volley-Ball nelle competizioni ufficiali della stagione 2010-2011.

## Organigramma societario
Area direttiva
- Presidente: Christine Girod

Area tecnica
- Allenatore: Violaine Scalabre

## Rosa
| N° | Nome                 | Ruolo | Data di nascita   | Nazionalità sportiva |
| -- | -------------------- | ----- | ----------------- | -------------------- |
| 1  | Olga Krasteva        | S     | 15 marzo 1984     | Bulgaria             |
| 2  | Lauriane Truchetet   | P     | 7 aprile 1984     | Francia              |
| 3  | Julie Bellot         | C     | 1º aprile 1983    | Francia              |
| 4  | Kristina Jordanska   | C     | 30 settembre 1988 | Bulgaria             |
| 5  | Anaïs Décamp         | L     | 24 febbraio 1992  | Francia              |
| 6  | Sarah Morton         | C     | 25 maggio 1988    | Stati Uniti          |
| 7  | Emily Brown          | S/O   | 23 gennaio 1986   | Stati Uniti          |
| 8  | Alexandra Kapelovies | P     | 12 ottobre 1989   | Romania              |
| 9  | Hélène Aubry         | L     | 7 giugno 1984     | Francia              |
| 10 | Ginta Gabruseva      | S     | 18 novembre 1986  | Lettonia             |
| 11 | Marine Fabiani       | S     | 16 marzo 1993     | Francia              |
| 12 | Diana Andreyko       | S     | 18 dicembre 1986  | Stati Uniti          |
| 14 | Virginie Masson      | C     | 24 ottobre 1977   | Belgio               |